# Giuseppe Vela Junior
Giuseppe Vela Junior, né le 28 septembre 1977 à Coritiba, est un joueur brésilien de football.
Il évolue habituellement comme milieu de terrain.

## Carrière
Giuseppe Vela Junior joue successivement dans les équipes suivantes : Associação Ferroviária de Esportes, Apollon Kalamarias, AEL Larissa, PAE Veria, Mogi Mirim Esporte Clube et Anagennisi Karditsa.